# Catàleg comercial

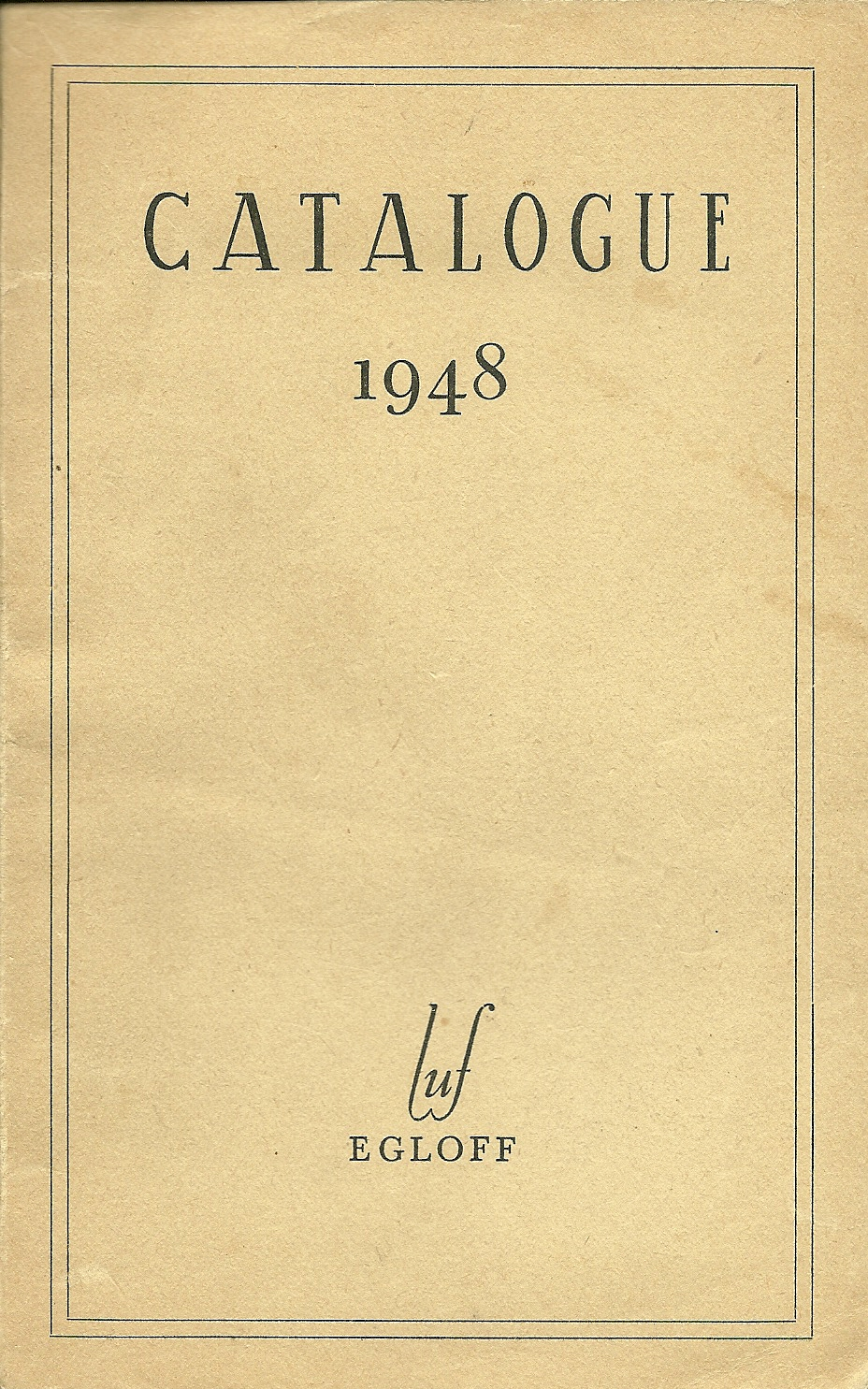

Un catàleg comercial és una obra impresa en la qual les empreses mostren la seva oferta de productes i serveis als clients.

## Contingut
Les primeres pàgines del catàleg solen estar dedicades a la presentació de la companyia, generalment acompanyada per fotografies de les instal·lacions de la signatura: imatge aèria de la fàbrica, fotografies de la maquinària de producció, etc. De vegades, també s'introdueix en primer terme una benvinguda o declaració d'intencions per part del màxim responsable de l'empresa.
Al catàleg també se sol reflectir la política de la companyia pel que fa a qualitat, medi ambient, gestió de personal, atenció al client, etc. Si es tracta de catàlegs dirigits a professionals (majoristes, minoristes, etc.) solen anar acompanyats d'una llista de preus sobre la qual la companyia aplicarà els descomptes negociats amb el client.
Altres informacions d'ordre pràctic que s'inclouen en el catàleg són adreça i telèfon de contacte, terminis de lliurament, comandes mínimes, cobertura geogràfica i punts de subministrament, entre d'altres.
El catàleg es renova periòdicament, en moltes ocasions amb periodicitat anual. En la indústria de la confecció, es canvia conforme es van llançant noves col·leccions. Aquests catàlegs reben el nom de catàleg de temporada.

## Catàleg de producte
El catàleg de producte inclou:
- Fotografia dels productes que comercialitza la companyia.
- Breu explicació de les seves característiques tècniques: composició, ingredients, procés de fabricació, compliment de la normativa aplicable, etc.
- Plànols, esquema so diagramas de la seva estructura, forma de muntatge o funcionament.
- Gràfics sobre les prestacions tècniques més destacades.
- Gamma oferta: formes, mides, colors, etc. En el cas del sector tèxtil: talles, colors, teixits, estampats.
- Fotografia dels accessoris o complements.

Si es tracta de «béns industrials», el catàleg fa especial èmfasi en aspectes com instal·lació i muntatge, garantia, servei postvenda i atenció de reclamacions.
En el cas de «béns de consum», el disseny gràfic del catàleg resulta més important.

## Catàleg de serveis
El catàleg de serveis mostra l'oferta disponible incidint en els beneficis que el client pot obtenir: atencions incloses a la tarifa, rendibilitat, termini i durada.